# واردس‌ویل، میزوری
واردس‌ویل (به انگلیسی: Wardsville) یک روستا (ایالات متحده آمریکا) در ایالات متحده آمریکا است که در شهرستان کول، میزوری واقع شده‌است.
 واردس‌ویل ۸٫۹۹ کیلومتر مربع مساحت و ۱٬۵۰۶ نفر جمعیت دارد و ۲۳۸ متر بالاتر از سطح دریا واقع شده‌است.